# Doctor Yellow
 (janvier 2024).
Doctor Yellow (ドクターイエロー, Dokutā ierō, « Docteur Jaune » en français) est le surnom des trains d'analyse à grande vitesse chargés de surveiller et de mesurer le réseau Shinkansen au Japon. Ils sont surnommés ainsi car ils ont un rôle d'auscultation du réseau et portent presque tous une livrée de couleur jaune. Leur vitesse est de 270 km/h,.

## Liste des ShinkansenDoctor Yellow

### LignesTōkaidōetSanyō
- Voitures de mesures :
  - Série 921-1 : Construite en 1962 et réformée en 1980 ;
  - Série 921-2 : Construite à partir d'une ancienne voiture-lits MaRoNeFu 29-11 et réformée en 1976.
- Basés sur le Shinkansen 0 :
  - Série 922-0 (rame T1) : Rame de 4 caisses transformée à partir du prototype Shinkansen série 1000 (réformée en 1976) ;
  - Série 922-10 (rame T2) : Rame de 7 caisses qui appartenait à la JR Central de 1974 à 2001 ;
  - Série 922-20 (rame T3) : Rame de 7 caisses qui appartenait à la JR West de 1979 à 2005. Une des voitures d'extrémité est préservée au SCMaglev and Railway Park à Nagoya.
- Basés sur le Shinkansen 700 :
  - Série 923-0 (rame T4) : Rame de 7 caisses appartenant à la JR Central depuis 2000. Elle est réformée après une dernière tournée d'inspection les 28 et 29 janvier 2025[3] ;
  - Série 923-3000 (rame T5) : Rame de 7 caisses appartenant à la JR West depuis 2005. Elle sera réformée en 2027[4].

#### Galerie

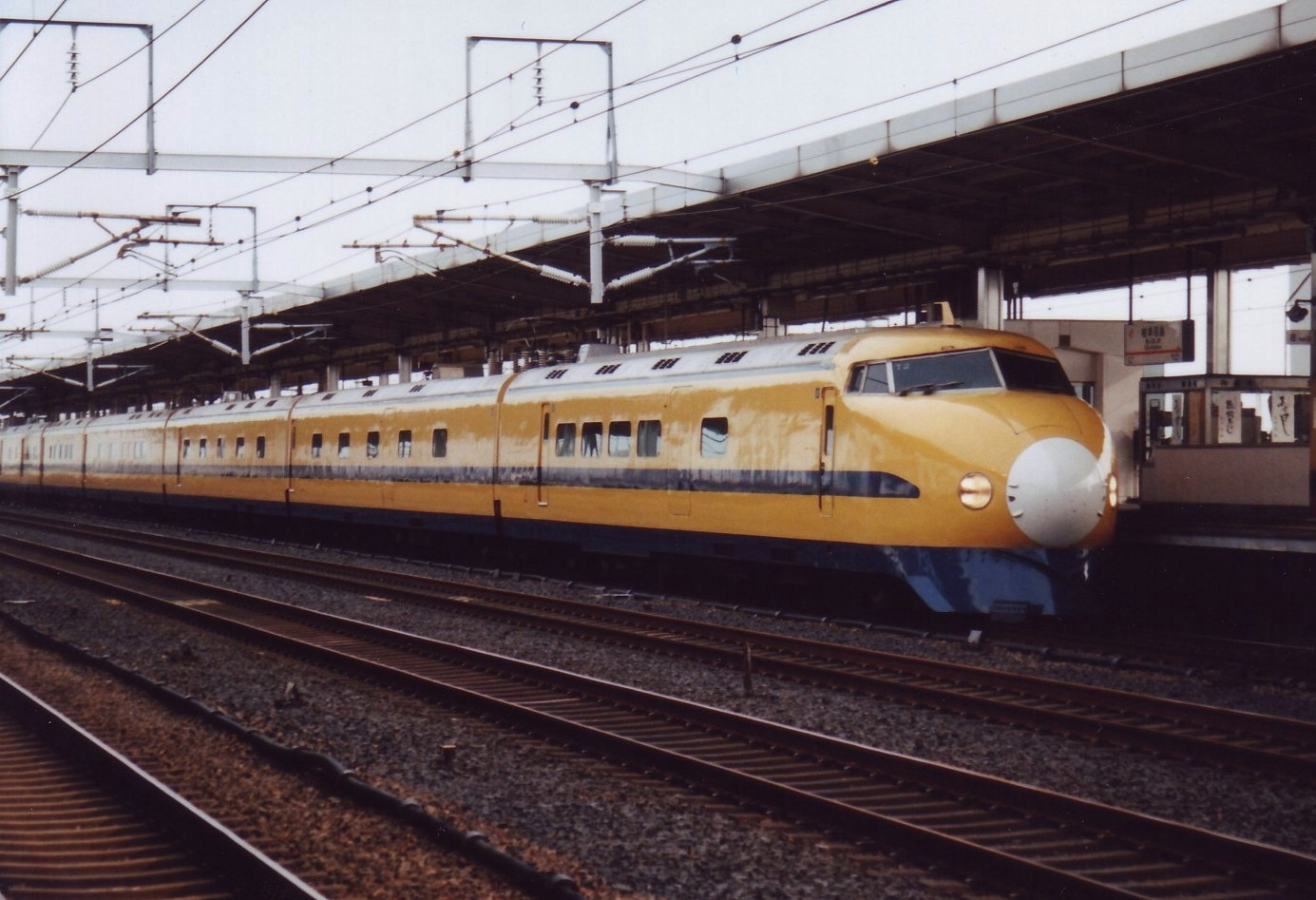
Série 922-10 (Rame T2).
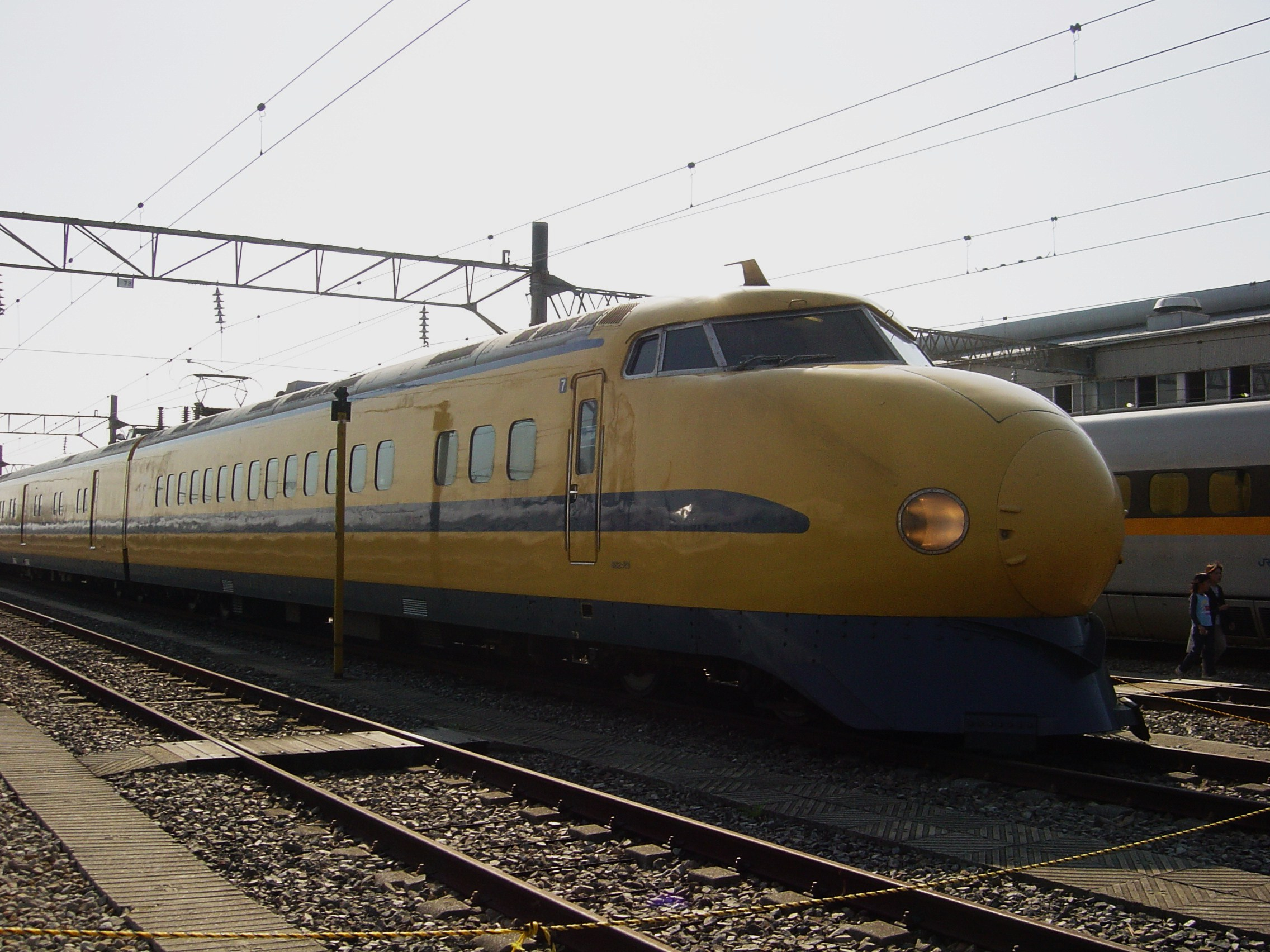
Série 922-20 (Rame T3).
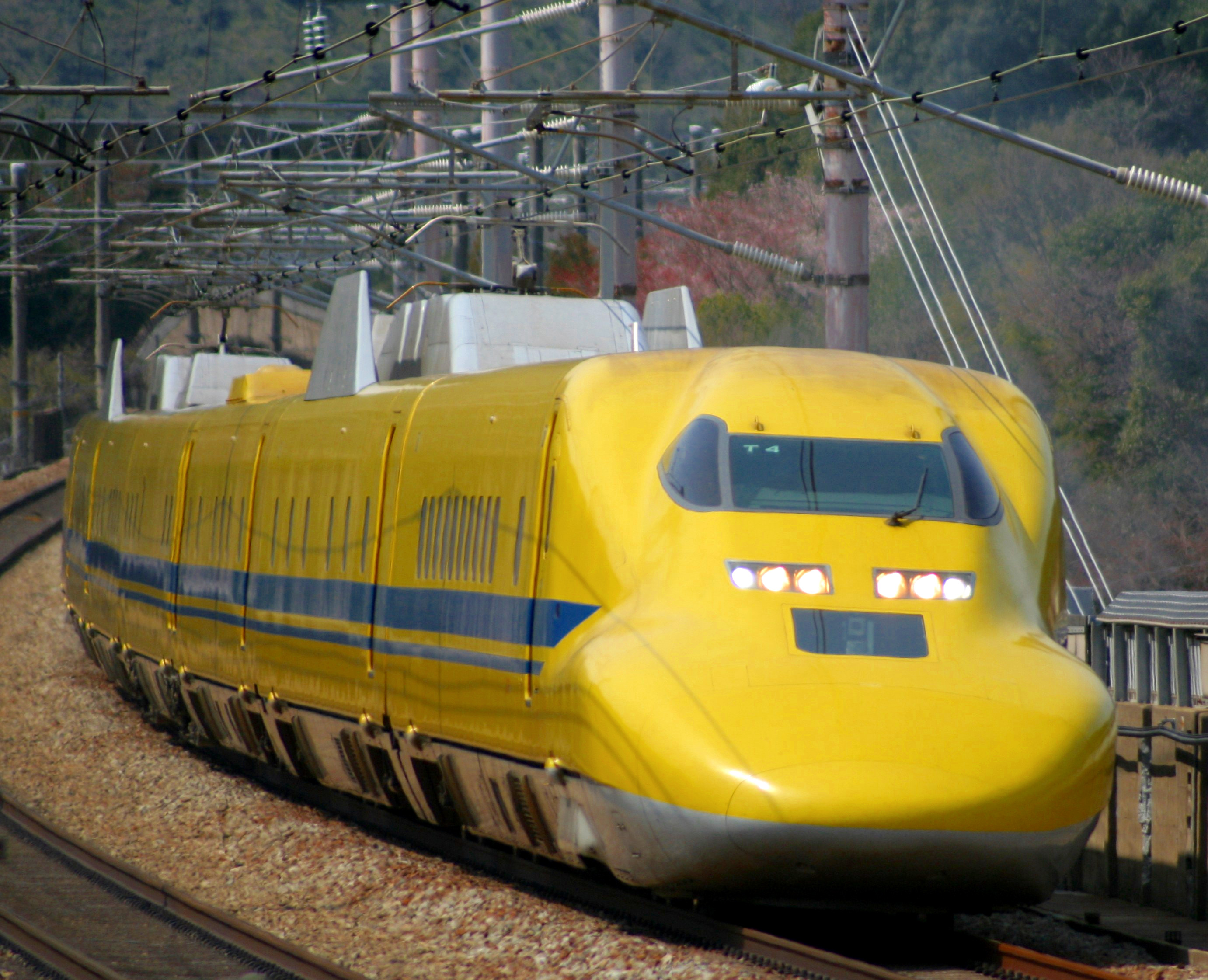
Série 923-0 (Rame T4).
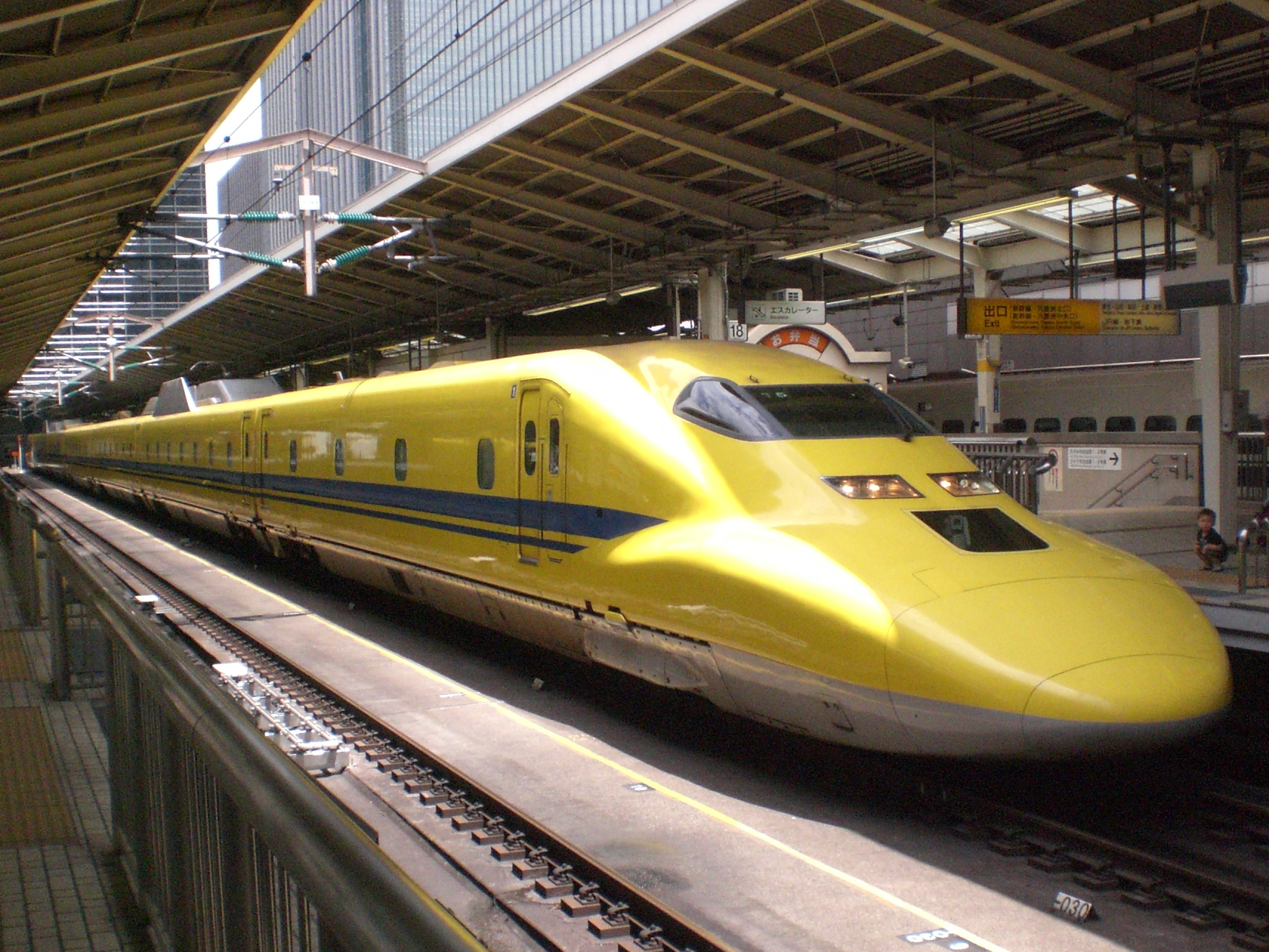
Série 923-3000 (Rame T5).

### LignesTōhoku,Jōetsu,Hokuriku,YamagataetAkita
- Basés sur le Shinkansen 200 :
  - Série 925-0 : Rame de 7 caisses qui appartenait à la JR East de 1979 à 2001 ;
  - Série 925-10 : Rame de 7 caisses issue de l'ancien prototype Shinkansen série 962 et qui appartenait à la JR East de 1982 à 2002.
- Basés sur le Shinkansen E3 :
  - Série 926 : Rame East-i de 6 caisses appartenant à la JR East depuis 2001 (c'est le seul Shinkansen d'analyse qui ne soit pas jaune).

#### Galerie

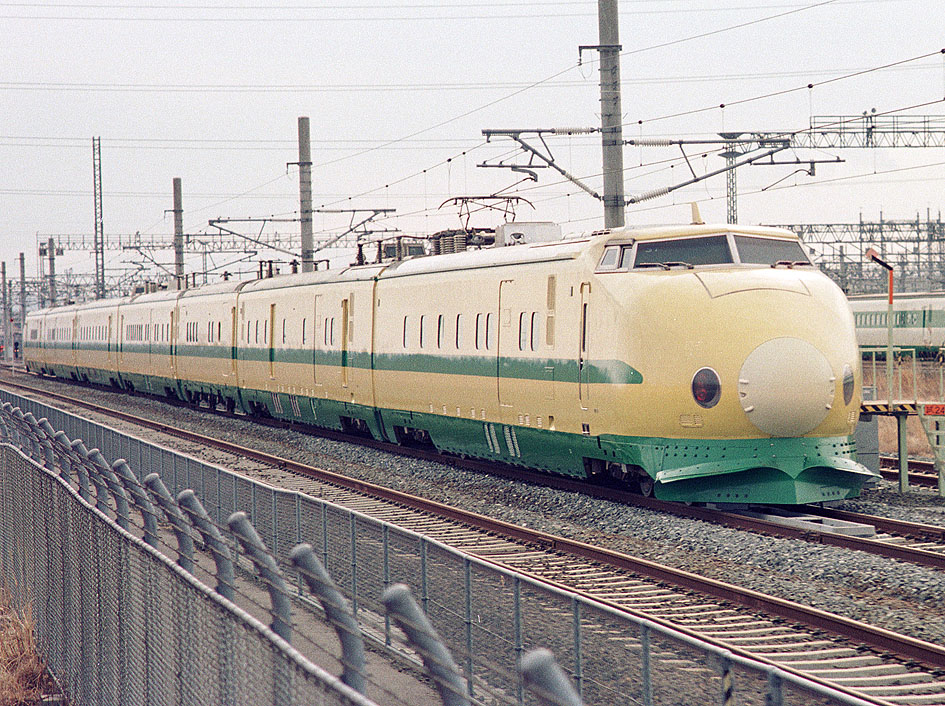
Série 925-0.
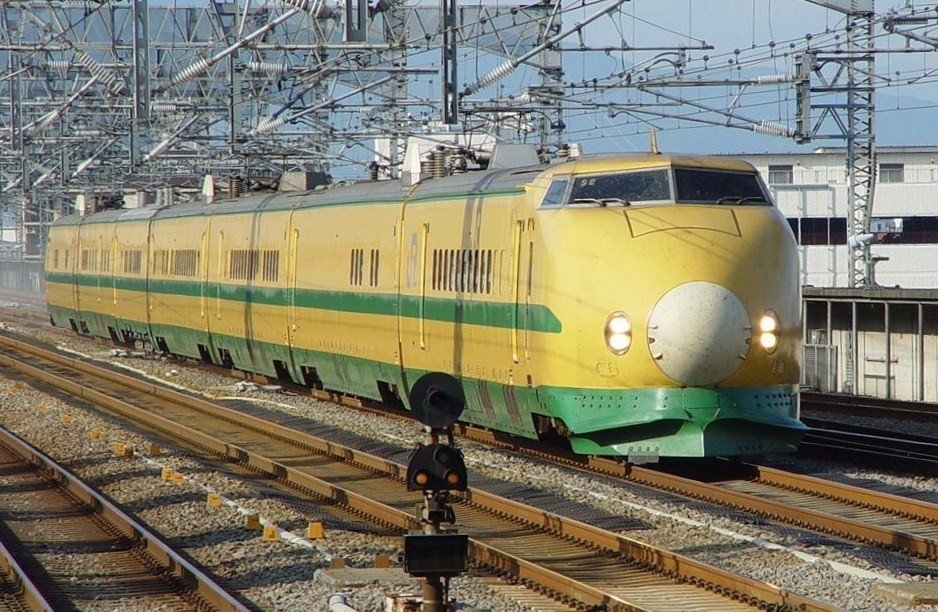
Série 925-10.
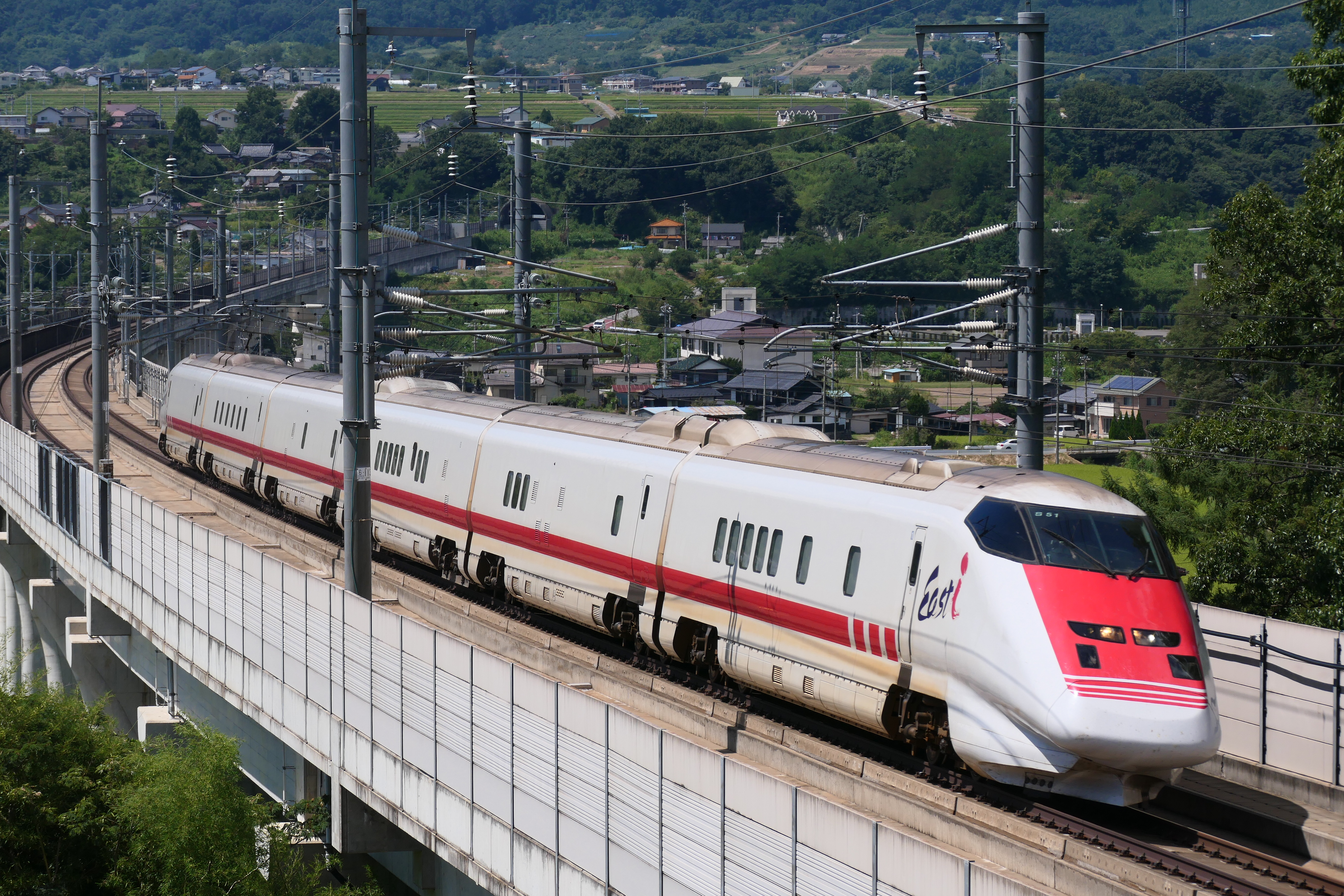
Série 926 East-i.